# P/2011 V1 (Boattini)
P/2011 V1 (Boattini) — одна з короткоперіодичних комет родини Юпітера. Комета була відкрита 1 листопада 2011 року, коли мала 19.2m.